# Jimmy Cobb
Jimmy Coob (Washington, 1929. január 20. – Manhattan, 2020. május 24.) amerikai dzsesszdobos.

## Pályakép
Minden bizonnyal a legismertebb közreműködése a Kind of Blue (1959) című Miles Davis felvétel, valamint Miles Davis Carnegie Hallban rendezett koncertje; továbbá a Porgy és Bess felvétele, szintén Miles Davissel.

## Partnerek
Pályafutása során együtt dolgozott Dinah Washingtonnal, Pearl Bailey-vel, Clark Terryvel, Cannonball Adderley-vel, Dizzy Gillespievel, John Coltrane-nel, Sarah Vaughannal, Billie Holiday-vel, Wynton Kellyvel, Stan Getzzel, Wes Montgomeryvel, Art Pepperrel, Gil Evanssal, Miles Davissal, Paul Chamberssel, Kenny Burrell-lel, J.J. Johnsonnal, Sonny Stitt-tel, Nat Adderley-vel, Benny Golsonnal, Hank Jonessal, Ron Carterral, George Colemannal, Fathead Newmannal, Geri Allennal, Earl Bostic-kal, Leo Parkerral, Charlie Rouse-val, Ernie Royallal, Philly Joe Jonessal, Bobby Timmonssal, Walter Bookerral, Jerome Richardsonnal, Keter Betts-el, Jimmy Cleveland-del, Sam Jonessal, Red Garland-dal, Joe Hendersonnal, Eddie Gómez-zal, Bill Evanssal, Jeremy Steiggel, Richard Wyandssal, Peter Bernsteinnel, Richie Cole-val, Nancy Wilsonnal, Ricky Forddal, David Amrammal.

## Válogatott diszkográfia
- So Nobody Else Can Hear (1983)
- Encounter (Philology, 1994)
- Only for the Pure of Heart (1998)
- Four Generations of Miles: A Live Tribute to Miles (2002)
- Cobb's Groove (2003)
- Yesterdays (2003)
- Tribute to Wynton Kelly & Paul Chambers (2004)
- Cobb Is Back in Italy! (2005)
- Marsalis Music Honors Series: Jimmy Cobb 82006))
- Taking a Chance on Love (2006)
- New York Time (2006)
- Cobb's Corner (2007)
- Jazz in the Key of Blue (2009)
- Live at Smalls (2010)
- Remembering Miles `Tribute to Miles Davis` (2011)
- The Original Mob (2014)
- You'll See (2016)

## Díjak
- 2008: Don Redman Heritage award.
- 2009: National Endowment for the Arts (Jazz Masters award).